# توئیگی رامیرز
جوردی آزبورن وایت (به انگلیسی: Jeordie Osbourne White؛ زادهٔ ۲۰ ژوئن ۱۹۷۱) که بیشتر با نام هنری‌اش توئیگی رامیرِز (به انگلیسی: Twiggy Ramirez) یا توئیگی شناخته می‌شود، موسیقی‌دان، ترانه‌سرا،گیتاریست و بیسیست اهل ایالات متحده آمریکا است. وی از سال ۱۹۸۹ میلادی تاکنون مشغول فعالیت بوده‌است. او یکی از اعضاء سابق گروه مریلین منسون است.بخش اول اسم هنری او مربوط به اسم توییگی؛مدل معروف انگلیسی است.و بخش دوم اسم هنری‌اَش مربوط به قاتل سریالی ریچارد رامیرز است.
وایت در نیوجرسی به دنیا آمد و در دوران کودکی خود به فلوریدا نقل مکان کرد.وایت تا سال ۲۰۰۸ پدرش را نمیشناخت.همچنین وی برادر بزرگتری به نام جیمز دارد.
از فیلم‌ها یا برنامه‌های تلویزیونی که وی در آن نقش داشته‌است می‌توان به بزرگراه گمشده اشاره کرد.
در ۲۴ اکتبر ۲۰۱۷ مریلین منسون اعلام کرد که رامیرز از گروه جدا شده‌است.